# Neuer jüdischer Friedhof (Erfurt)

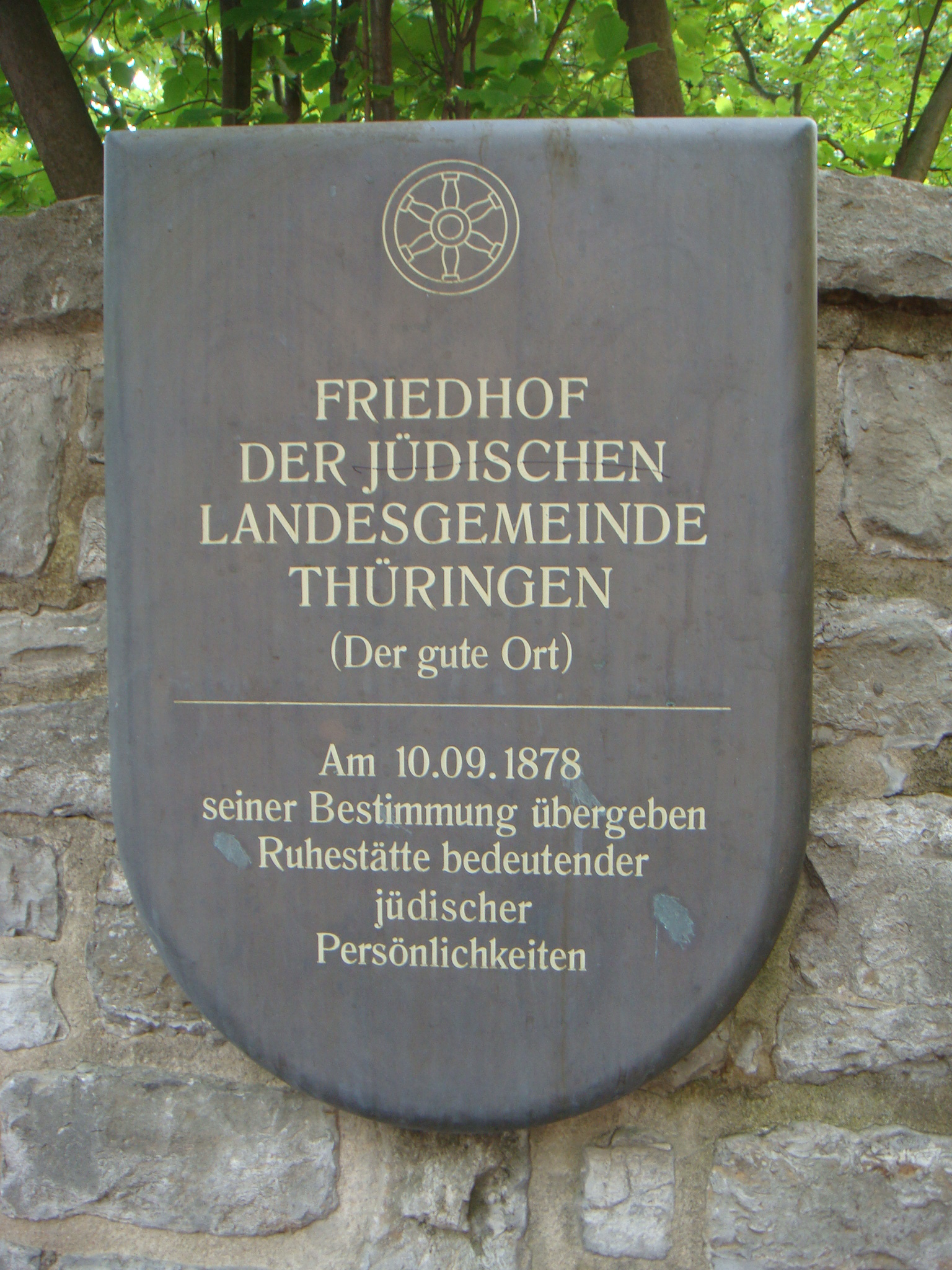
Eingangstafel

Der Neue jüdische Friedhof ist seit 1878 der Begräbnisort der Jüdischen Gemeinde Erfurts. Er befindet sich am Rand des Steigerwalds neben der Thüringenhalle, Werner-Seelenbinder-Straße 3.

## Geschichte und Beschreibung
Das schnelle Anwachsen der Erfurter jüdischen Gemeinde im 19. Jahrhundert und das Gebot der dauerhaften Totenruhe ließen auf dem 1811 gegründeten Alten jüdischen Friedhof an der Cyriaksstraße keine weiteren Bestattungen zu. Da der alte Friedhof aus städtebaulichen Gründen nicht mehr erweitert werden konnte, wurde 1871 an anderer Stelle im Süden der Stadt ein geeignetes Areal gekauft. Das Bürgerschützenkorps als Eigentümer des Nachbargrundstücks versuchte durch eine Beschwerde beim Magistrat der Stadt Erfurt wegen möglicher Gesundheitsschädigung die Anlage des Friedhofes zu verhindern. Erst nach einem sanitätspolizeilichen Gutachten, das bescheinigte, dass durch den Friedhof keine Grundwasserverunreinigung drohe, konnte er ab 1873 angelegt werden. Am 10. September 1878 wurde er feierlich eröffnet und im selben Jahr die erste Bestattung durchgeführt.
Der Gute Ort in Trägerschaft der Jüdischen Landesgemeinde Thüringen ist die größte und einzige jüdische Begräbnisstätte in Thüringen, die noch belegt wird. Das Landesamt für Denkmalpflege und Archäologie Thüringen führt den Friedhof seit 1994 als „Kulturdenkmal historische Park- und Gartenanlage – aus geschichtlichen und künstlerischen Gründen“. Er liegt auf einem etwa 1,40 ha großen, sanft ansteigenden Gelände und ist von einer Einfriedung umgeben.

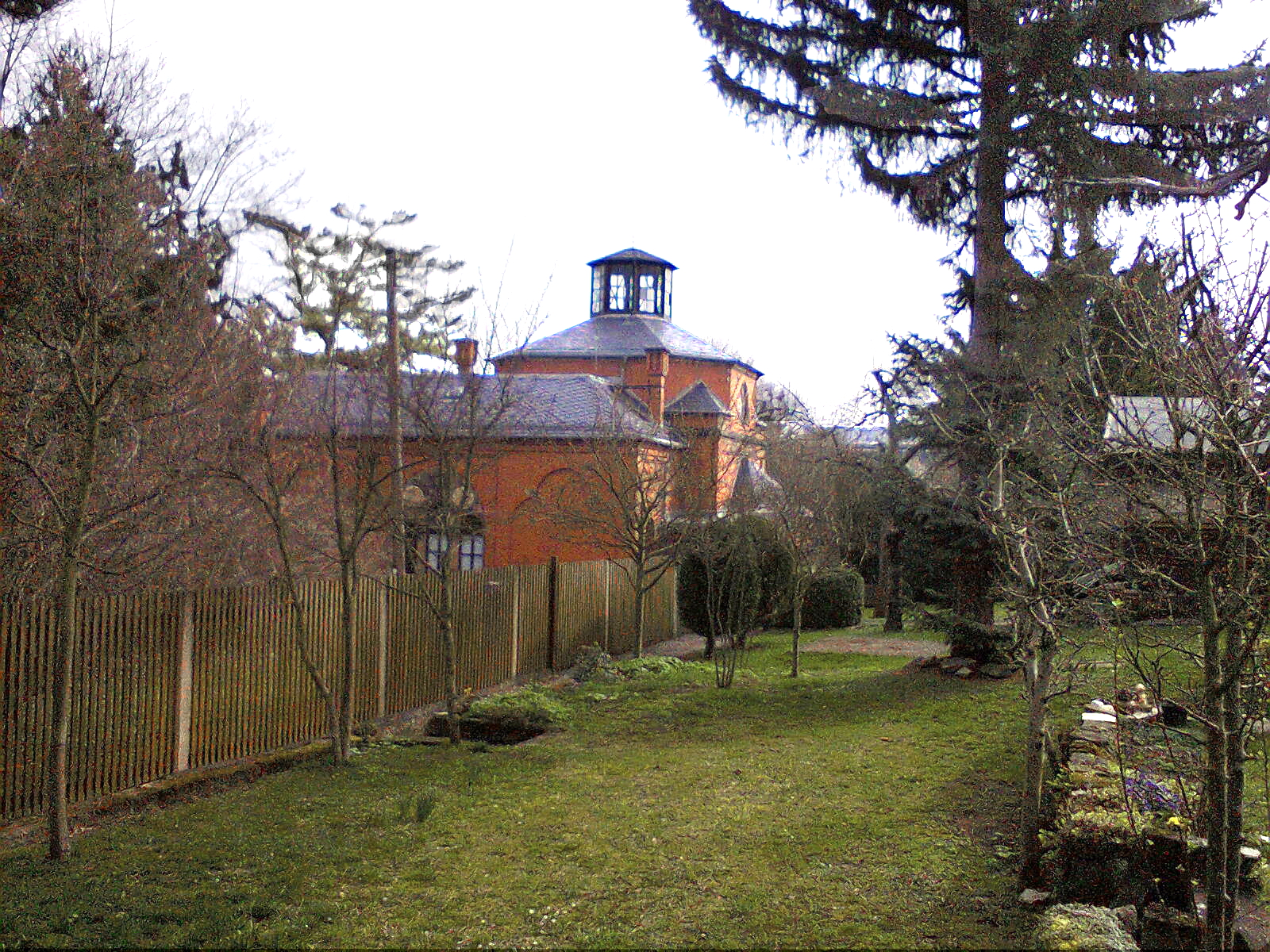
Zuweg
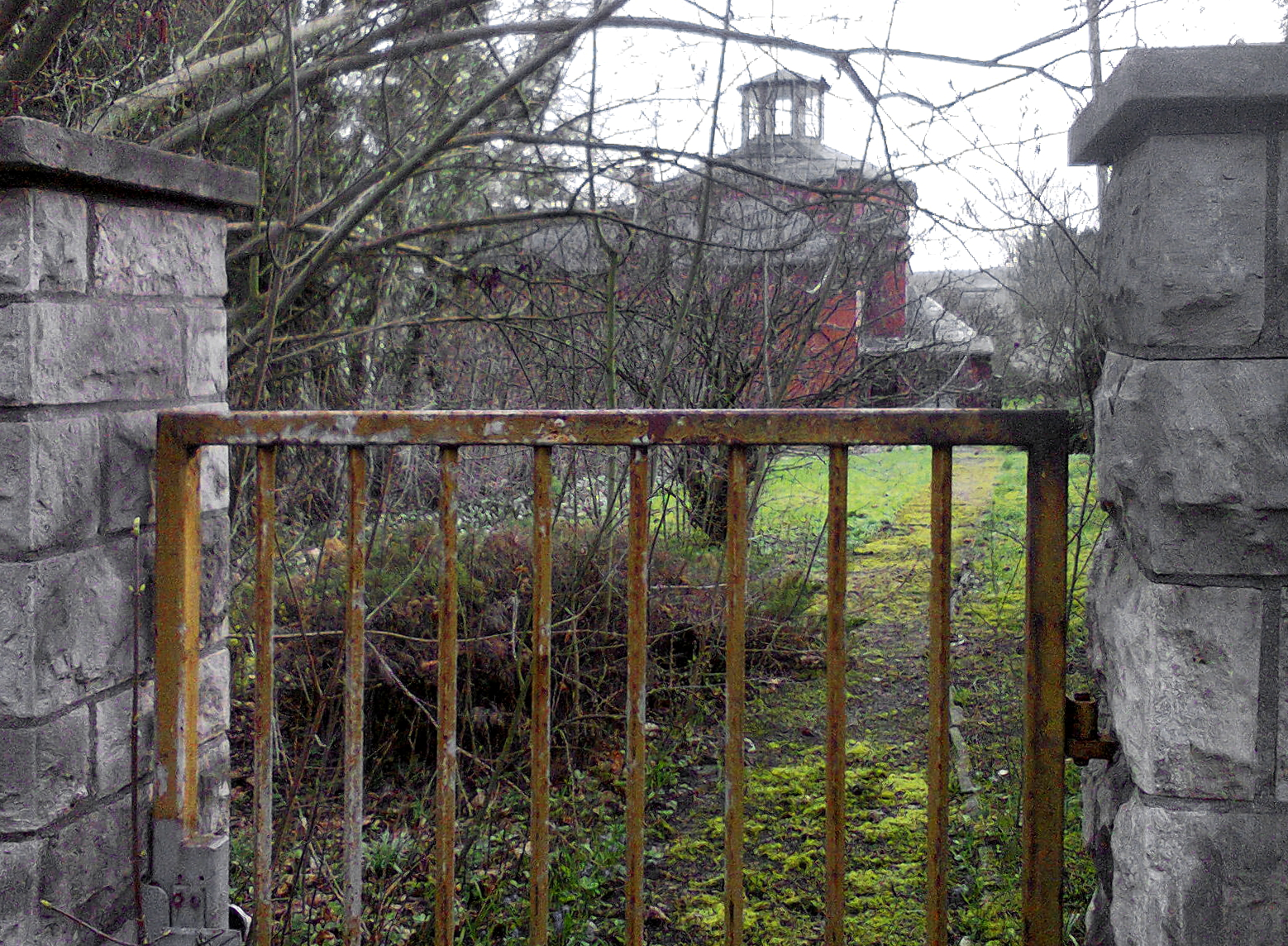
Eingang
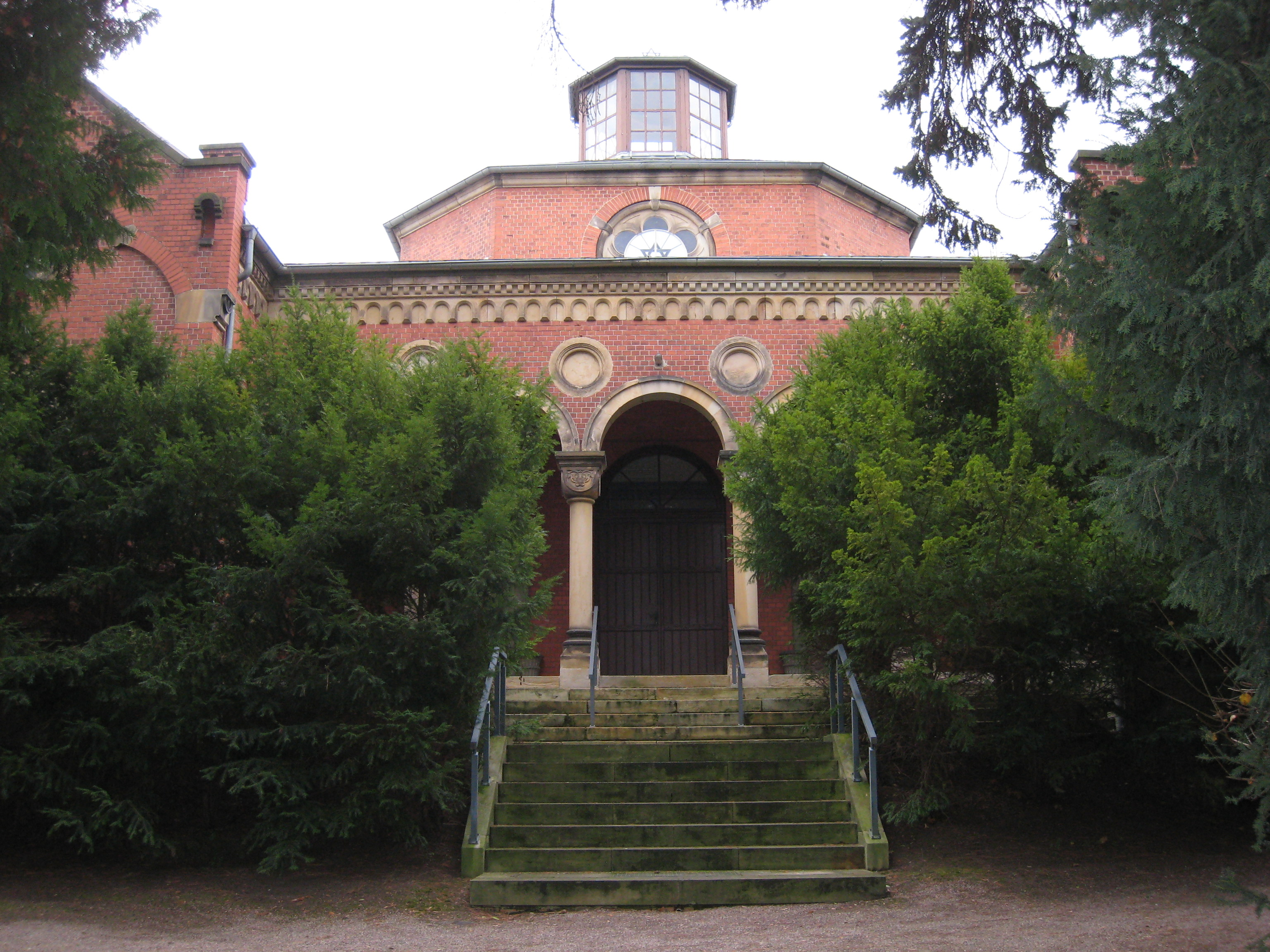
Vordereingang Trauerhalle
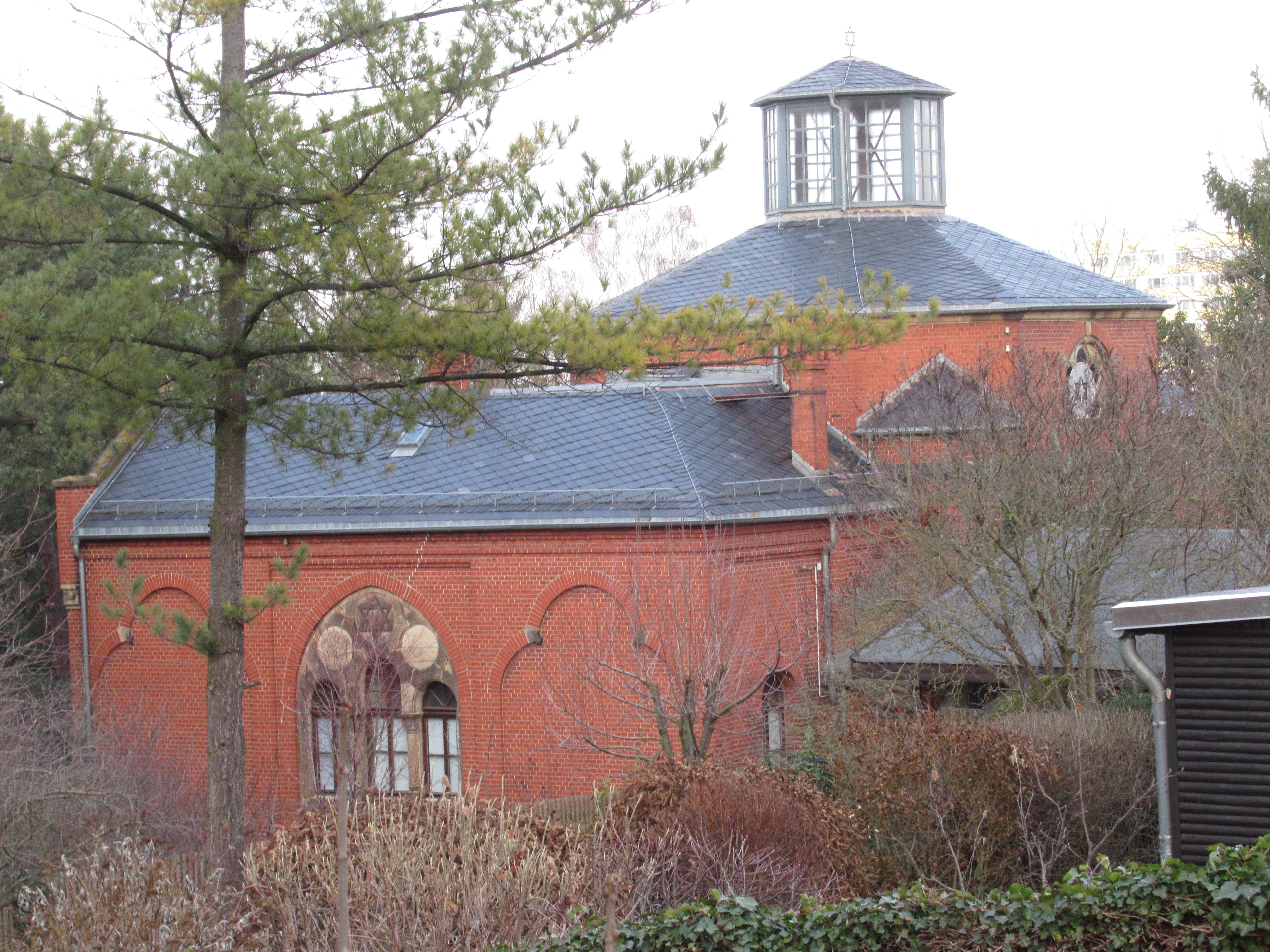
Rückseite Trauerhalle

Am oberen Ende steht die historische Trauerhalle als Betraum für Trauerfeiern und Taharahaus. Die Halle wurde von dem Architekten Hugo Hirsch geplant und als funktionsgerechter Backsteinbau im orientalischen Stil mit neoklassizistischen Elementen ausgeführt. Das Gebäude mit Vorbau mit Rundbogen-Arkade, Säulen aus thüringischem Sandstein sowie Fensterrosetten mit Davidstern an Nord- und Südseite der Kuppel wurde 1894 eingeweiht.

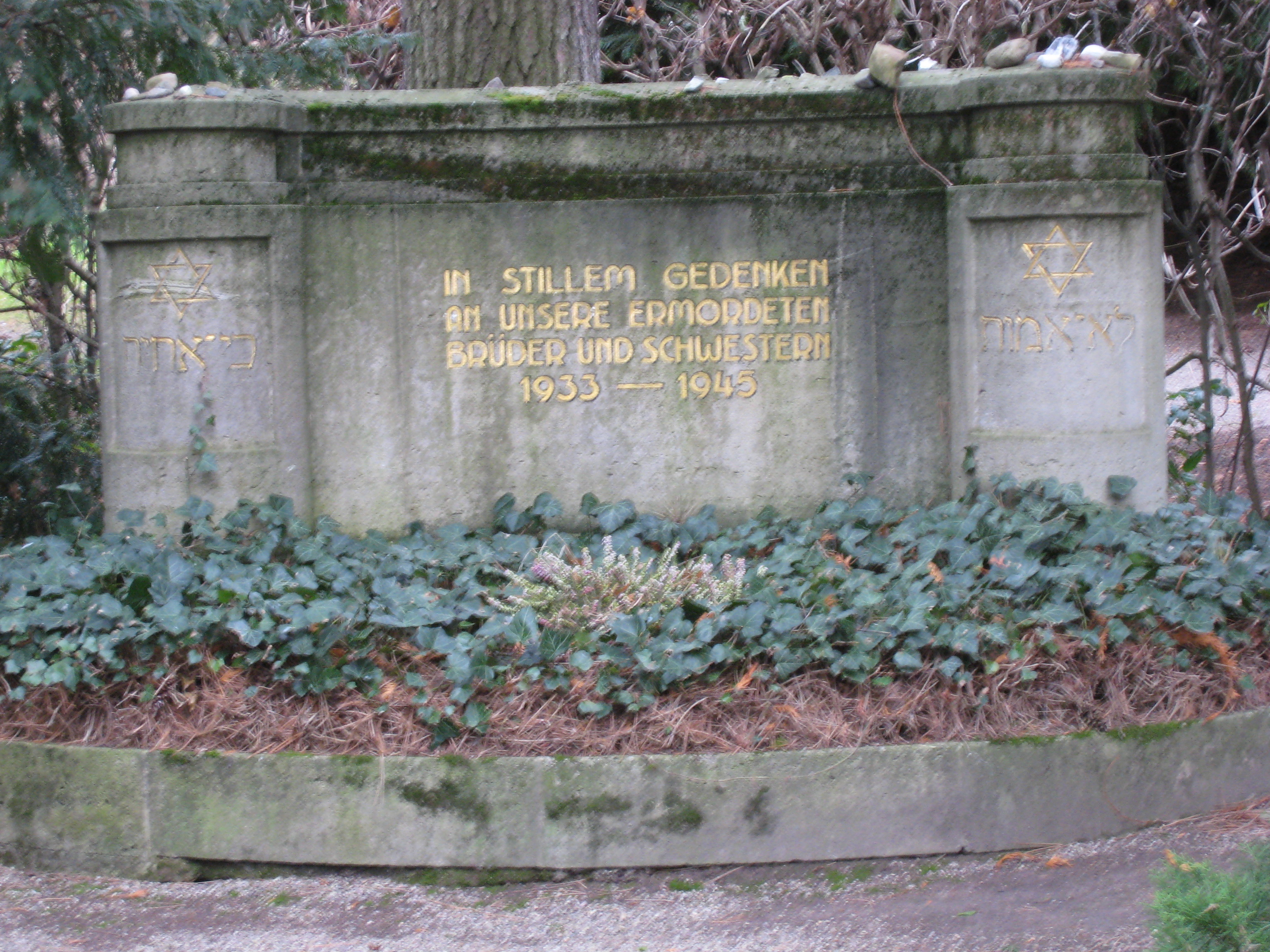
Gedenkstein für die Schoah-Opfer

Während der Novemberpogrome 1938 wurde die Große Synagoge in Brand gesteckt und der alte Friedhof an der Cyriaksstraße verwüstet. Auch der Neue Friedhof wurde geschändet und die Friedhofshalle nahezu zerstört. Im westlichen Teil des Friedhofes musste die Gemeinde ein Areal an das Bürgerschützenkorps abtreten, das dort von 1939 bis 1942 die Thüringenhalle baute. Da die durch die Stadt geplante Abräumung und Zerstörung des Friedhofes während der NS-Zeit nicht zustande kam, blieb er weitgehend erhalten.
Vor der Trauerhalle errichtete die Gemeinde am 12. September 1948 einen Gedenkstein für die in der Shoa ermordeten Gemeindemitglieder. Neben dem Eingangsportal zur Trauerhalle sind zwei Gedenksteine mit den Namen der im Ersten Weltkrieg aus der jüdischen Gemeinde gefallenen Soldaten aufgestellt. Ab 1998 wurde die Trauerhalle wiederhergestellt. Nach 1990 und erneut 2014 wurde der Friedhof mehrfach Richtung Osten erweitert und die Trauerhalle saniert. Im Jahr 2017 wurde eine Stele mit Informationen zum Neuen Jüdischen Friedhof aufgestellt.

## Grabstellen

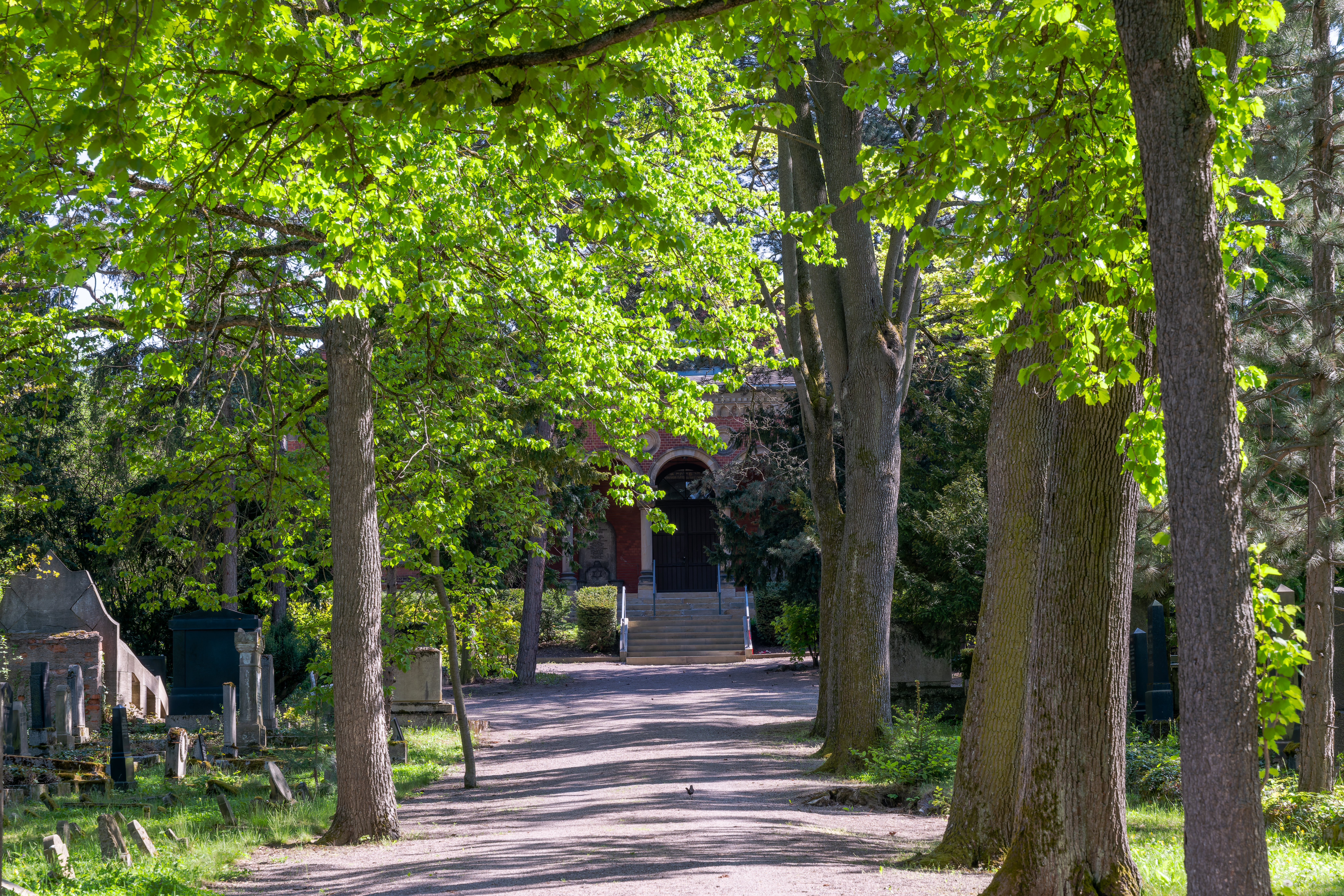
Hauptallee des Friedhofes

Die ältesten Gräberfelder liegen zu beiden Seiten der baumbestandenen Hauptallee des Friedhofes in durch Wege und Hecken mehrfach gegliederten Abteilungen. Mitte der 1930er Jahre wurde ein drittes Feld Richtung Osten angelegt. In einem Bereich des linken Gräberfeldes befinden sich etwa 95 Kindergräber. Östlich der Trauerhalle befanden sich bis 2009 zudem 28 Grabsteine, die vom zerstörten Friedhof an der Cyriakstraße gerettet werden konnten. 2025 umfasst der Friedhof etwa 1000 Grabstellen.
Neben den Grabstellen für Bürger der Stadt und Mitglieder der Erfurter Synagogengemeinde gehören zahlreiche Grabsteine Familien aus jenen umliegenden Städten und Orten, die keine eigenen jüdischen Friedhöfe aufweisen, sowie Menschen jüdischer Religion, die sich in Erfurt aufhielten und dort starben.
Neben zahlreichen im Stil der jeweiligen Zeit geformten Mazewa ragen einige besonders gestaltete Steine hervor, wie etwa der des Erfurter Bildhauers Hans Walther, der mit seinen kristallinen Formen die kubistische Stilauffassung des Künstlers widerspiegelt.
Grabmonumente bekannter Persönlichkeiten (Auswahl):
- Schriftsteller Robert S. Arndt aus Berlin (1857–1893)
- Ehrengrab Max Cars (1894–1961) – erster Vorsitzender der Jüdischen Gemeinde Erfurts nach 1945
- Alfred Hess (1879–1931) – Industrieller, Stadtverordneter, Kunstsammler und Mäzen, bedeutender Stifter des Städtischen Museums Erfurt (heute: Angermuseum)
- Maier Hess (1851–1915) – Industrieller, Mitbegründer der Erfurter Schuhfabrik M. & L. Hess
- Ehrenmal Julius Jaraczewsky (1870–1924) – Sohn des früheren Erfurter Rabbiners und dessen Frau Jenny Jaraczewsky, geb. Cerf (1881–1924)[12]
- Emil Klein (1873–1950) – Mediziner, Häftling in Theresienstadt
- Isaac Lamm (Ritter des roten Adlerordens, 1825–1905) und Lina Lamm geb. Soldin (1832–1909)
- Stadt-Veterinärrat Julius Ortenberger (1867–1937)
- Rabbiner Dr. Moritz Salzberger (1844–1929) und seine Frau Anna Salzberger geb. Freyhan (1855–1932)
- Gemeindepräsident Raphael Scharf-Katz (1917–1994) mit Gedenkinschrift für in der NS-Zeit ermordete Angehörige
- Rabbiner Dr. Max Schüftan (1887–1936) mit Gedenkinschrift für seine im KZ Auschwitz ermordete Frau Dina Schüftan geb. Meyer (geboren 1887, deportiert 1943)
- Direktor Dr. Moritz Calman Wahl (1829–1887)

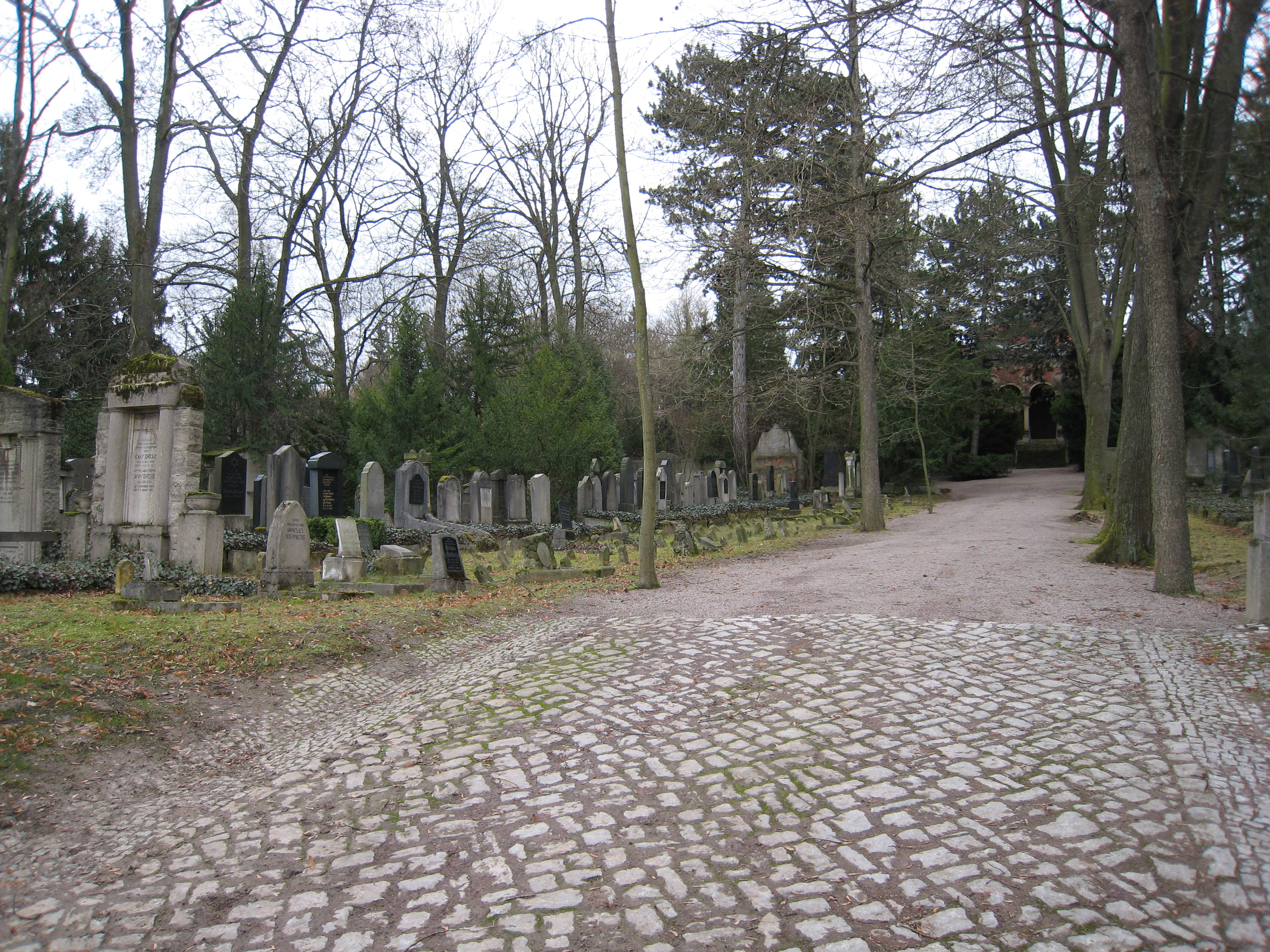
Hauptallee mit Gräberfeld links
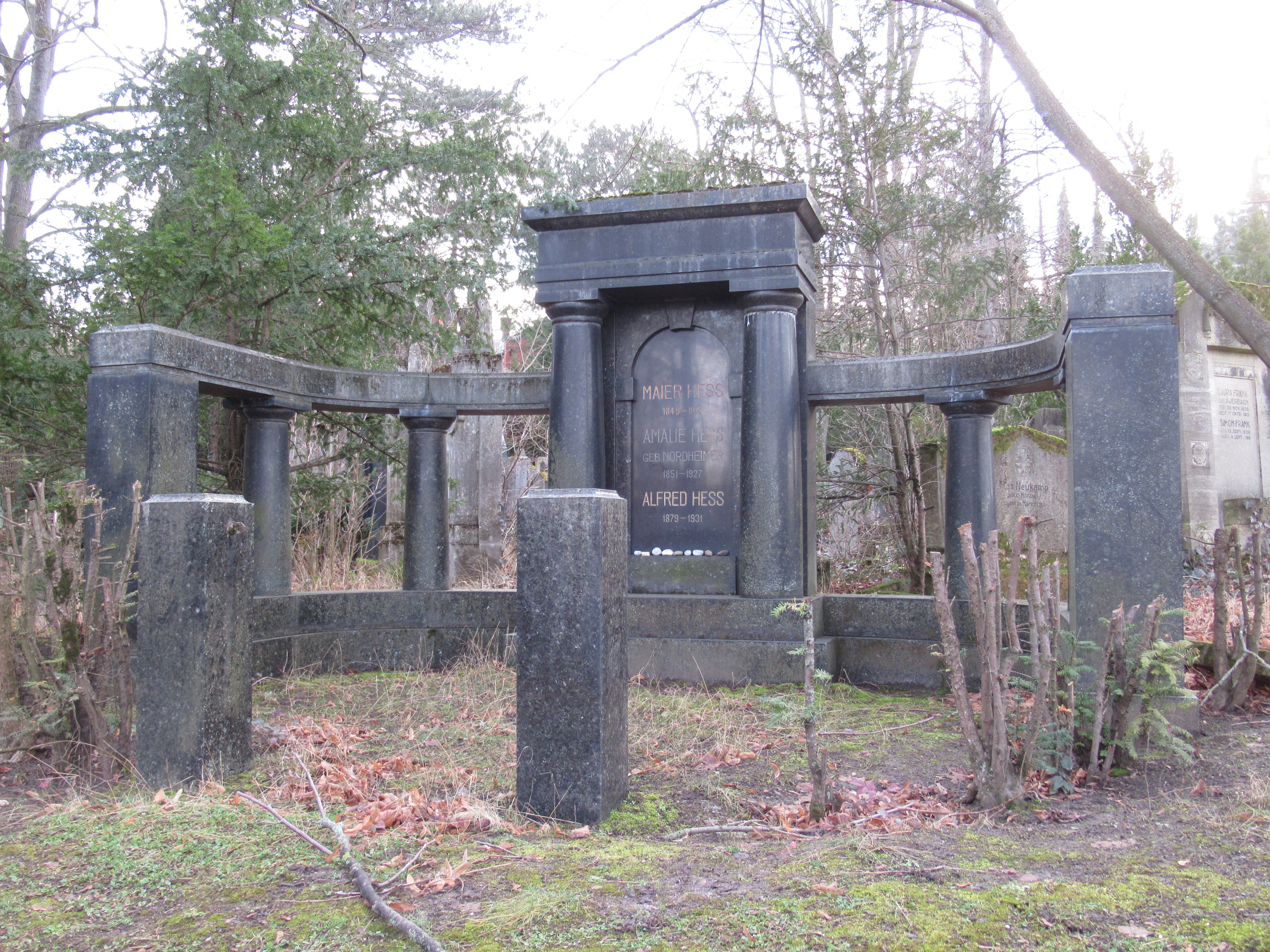
Grabstelle Hess
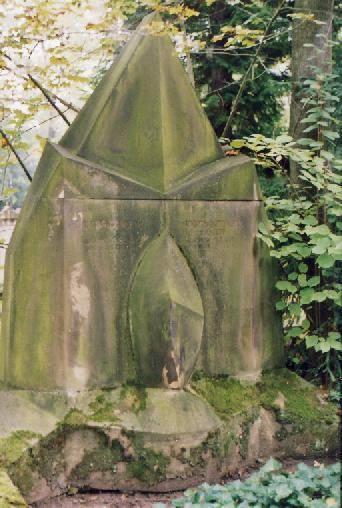
Grabstein, geschaffen von Hans Walther
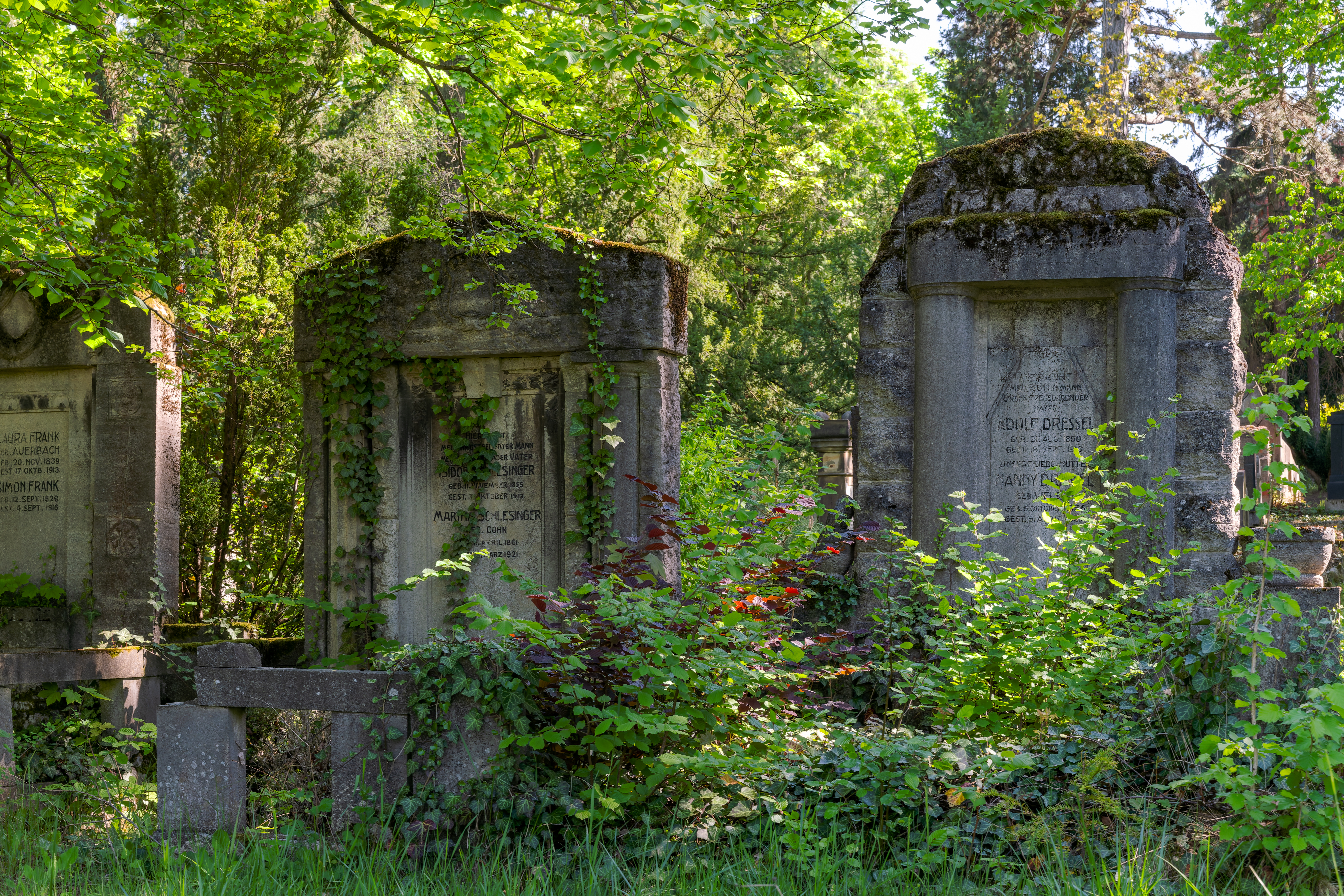
Grabstellen Frank, Schlesinger, Dressel
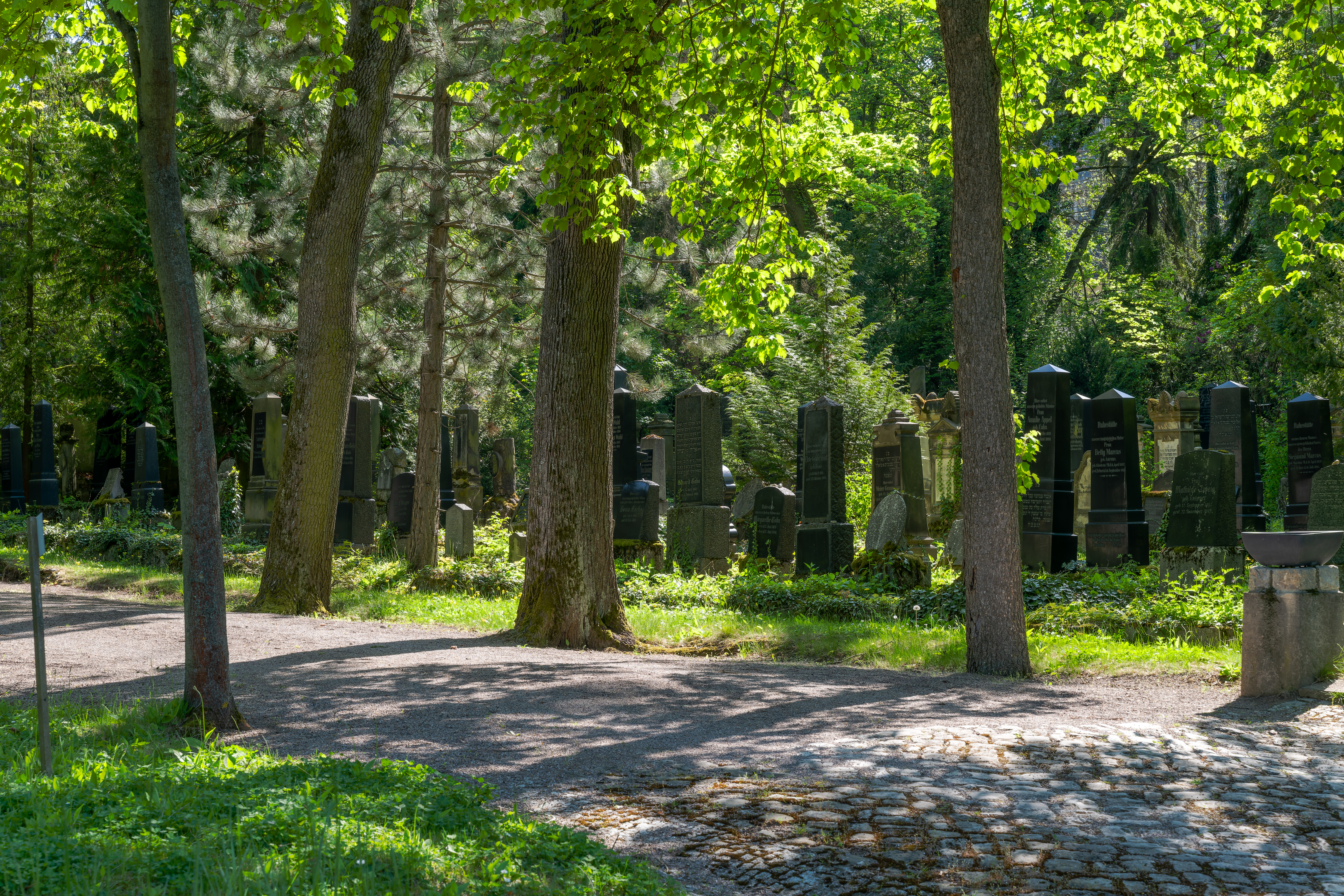
Grabstellen am Hauptweg

## Vandalismus
Es kam mehrmals zu antisemitisch motiviertem Vandalismus, auch zu Zeiten der DDR. In der Nacht zum 9. Juli 1983 wurden SS-Runen, Hakenkreuze und antisemitische Parolen in Grabsteine eingeritzt und Grabsteine umgestürzt, von denen einer zerbrach. Auf Veranlassung der Stadt und der SED wurde die Schändung nicht dokumentiert und diesbezügliche Presse verhindert. 1985 wurden erneut Grabsteine umgeworfen.
Im wiedervereinigten Deutschland wurde in der Nacht zum 17. November 2008 am Haupteingang eine Gedenktafel mit Schweineblut übergossen. Im Mai 2018 wurde die Mauer des Friedhofes beschmiert.